# NGC 4386
NGC 4386 é uma galáxia lenticular (SB0) localizada na direcção da constelação de Draco. Possui uma declinação de +75° 31' 46" e uma ascensão recta de 12 horas, 24 minutos e 27,7 segundos.
A galáxia NGC 4386 foi descoberta em 10 de Dezembro de 1797 por William Herschel.